# Dicksonia timorensis
Dicksonia timorensis är en ormbunkeart som beskrevs av Adjie. Dicksonia timorensis ingår i släktet Dicksonia och familjen Dicksoniaceae. Inga underarter finns listade.